# Domnowo
Domnowo (ros. Домново, niem. Domnau, pol. Domnowo, lit. Dumnava) – miejscowość w obwodzie królewieckim Federacji Rosyjskiej.

## Położenie
Domnowo znajduje się na południu obwodu, na dwóch wzgórzach nad Jeziorem Zamkowym, powstałym w miejscu spiętrzenia rzeczki Gertlack, w pobliżu granicy rosyjsko-polskiej. Stolica obwodu – Królewiec – położona jest ok. 40 km na północny zachód od Domnowa, natomiast Prawdinsk 12 km na wschód.

## Historia

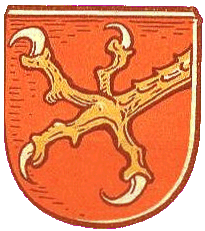
Przedwojenny herb miejscowości

Domnowo powstało około 1300 na terenie zamieszkanym przez pruski szczep Natangów. Nazwa wywodząca się z ich języka (w XIII w. Tummonis) oznacza miejsce podmokłe. Najpierw wzniesiono zamek krzyżacki, wzmiankowany 1309, około 1321 r. kościół, w 1400 osiedle otrzymało prawa miejskie z rąk wielkiego mistrza Konrada von Jungingen. W 1440 miasto przystąpiło do antykrzyżackiego Związku Pruskiego, na prośbę którego w 1454 król Kazimierz IV Jagiellończyk ogłosił wcielenie regionu z miastem do Królestwa Polskiego. Miasto i zamek uległy zniszczeniu podczas wojny trzynastoletniej w 1458 r. Po wojnie Domnowo otrzymał jako lenno rycerz frankoński Konrad von Egloffstein, który zbudował nowy zamek na wyspie jeziornej, a pozostałości dawnego rozebrano 1474.
W XVI–XVIII w. miasto było kilkakrotnie niszczone pożarami. Od 1815 należało do powiatu frydlądzkiego (w latach 1844–1902 było siedzibą landratury), od 1927 bartoszyckiego. 1880 liczyło 2082 mieszkańców, w 1939 2988. Miasteczko, małe i oddalone od głównych szlaków komunikacyjnych, stało się synonimem wschodniopruskiej prowincjonalności i jego mieszkańcy byli obiektem wielu – czasem niewybrednych – dowcipów. W kręgach wykształconych było traktowane z pobłażaniem jako „pruska Abdera”. Na początku I wojny światowej w 1914 r. uległo zniszczeniu w 2/3, ale już w 1916 zostało odbudowane z pomocą gminy Berlin-Schöneberg.
W 1945 r. zostało ponownie zniszczone, ale ocalał zabytkowy kościół parafialny (od 1525 ewangelicki), przerobiony na spichrz. Jest ceglaną gotycką budowlą salową, z ozdobnym szczytem od wschodu i wysoką wieżą od zachodu. Wnętrze jest kryte stropem. Znajdowało się w nim m.in. kilka figur gotyckich z XV w. i bogato zdobiony barokowy ołtarz z około 1700. W 1994 rozpoczęto renowację, lecz wobec odmowy zwrotu świątyni miejscowej parafii ewangelickiej, prac nie ukończono. Z zamku, przebudowanego w XVII i XVIII w. na rezydencję, przetrwały jedynie nikłe ruiny.
Domnowo należy do nielicznych miejscowości obwodu, które po 1946 r. zachowały dawną nazwę.

## Ludzie związani z Domnowem
- Caspar Henneberger (1529-1600), duchowny luterański, regionalny kartograf i kronikarz, w latach 1554–1560 był jednym z kaznodziejów kościoła w Domnowie
- Georg Weissel (1590-1635), duchowny luterański, poeta, autor m.in. popularnej w świecie protestanckim pieśni adwentowej (niem.) „Macht hoch die Tür” – (pol.) Podnieście się, wy wierzchy bram opublikowanej 1642.
- Walter Krupinski (1920-2000), niemiecki pilot myśliwski